# Заломай, Владимир Александрович
Владимир Александрович Заломай (род. 7 января 1940, д. Кончаны, Гродненского повета, Белостокской области, БССР) — белорусский государственный деятель.

## Биография
Окончил Волковысский зоотехникум (1960), Минский радиотехнический институт (1968), Академию общественных наук при ЦК КПСС (1980).
С 1968 года работал инженером на Брестском заводе электроизмерительных приборов, начальником цеха, с 1973 года — секретарь парткома Брестского электромеханического завода, с 1980 года — первый секретарь Барановичского горкома КПБ. Возглавлял отдел промышленности, с 1986 по 1989 годы был секретарем Брестского обкома КПБ, в 1989 — 1992 — первый заместитель председателя Брестского облисполкома, с 29 июня 1993 года — заместитель председателя Совета Министров Республики Беларусь, с 26 августа 1994 года — министр по делам Содружества Независимых Государств.
9 декабря 1994 года Указом Президента Республики Беларусь был назначен председателем Брестского облисполкома.
13 марта 2000 года был отправлен в отставку.
После был назначен руководителем Калининградского отделения посольства Республики Беларусь в России.
С 2008 года работал исполнительным директором ООО «Балтийская торговая компания».

## Награды
- Орден Отечества III степени (1 декабря 1999) — за достижение работниками предприятий и организаций Брестской области высоких производственных показателей в промышленности, сельском хозяйстве, строительстве, значительный личный вклад их в развитие и умножение духовного и интеллектуального потенциала[1].
- Орден Почёта (13 марта 2000) — за многолетнюю плодотворную работу в органах государственного управления, активную общественную деятельность[2].
- Орден Трудового Красного Знамени.
- Медаль «За отличие в охране государственной границы» (20 мая 1998) — за активную помощь пограничным войскам Республики Беларусь в их работе по охране государственной границы[3].
- Почётная грамота Совета Министров Республики Беларусь (28 декабря 1999) — за многолетнюю плодотворную работу в органах государственного управления, большой личный вклад в социально-экономическое развитие области[4].
- Почётная грамота Национального собрания Республики Беларусь (24 декабря 1999) — за большой вклад в развитие парламентаризма и законодательства, укрепление демократических принципов в деятельности государственных органов и общественных объединений при осуществлении социальной и экономической политики Республики Беларусь[5].